# Anisocycla
Anisocycla es un género con ocho especies de plantas de flores de la familia Menispermaceae. Nativo de África tropical y Madagascar.

## Especies seleccionadas
- Anisocycla blepharosepala
- Anisocycla capituliflora
- Anisocycla cymosa
- Anisocycla ferruginea
- Anisocycla grandidieri
- Anisocycla jollyana
- Anisocycla linearis
- Anisocycla triplinervia

- Datos: Q8199912
- Especies: Anisocycla